# Otto Friedrich Müller
Otto Friedrich (nebo Frederik) Müller (11. března 1730 Kodaň – 26. prosince 1784 Kodaň) byl dánský přírodovědec, jeden z průkopníků v oblasti výzkumu fauny Dánska a Norska, autor klasifikace více než 3 000 druhů.

## Život
Otto Friedrich Müller se narodil v Kodani. Vzdělání získal na zdejší univerzitě, nejprve studoval teologii a poté právo. Přivydělával si i jako hudebník. Poté 17 let působil jako vychovatel ve rodině vdovy po bývalém premiérovi. S nejstarším synem několik let cestoval. V roce 1767 se usadil v Kodani a bohatě se zde oženil.
Věnoval se především malakologii, je ale znám i jako entomolog, ornitolog a botanik. Byl členem Academia Caesarea Leopoldina, Královské švédské akademie věd, Francouzské akademie věd a berlínské „Společnosti přátel přírodních věd“.
Kromě jiného poprvé popsal například mlže Chlamys islandica  (1776), slimáka žlutého (Malacolimax tenellus, 1774) nebo rod z řádu buchanek: Cyclops (1776).

## Ocenění
Na jeho počet byl pojmenován rod Muellera L.f. z čeledi bobovité (Fabaceae).

## Dílo

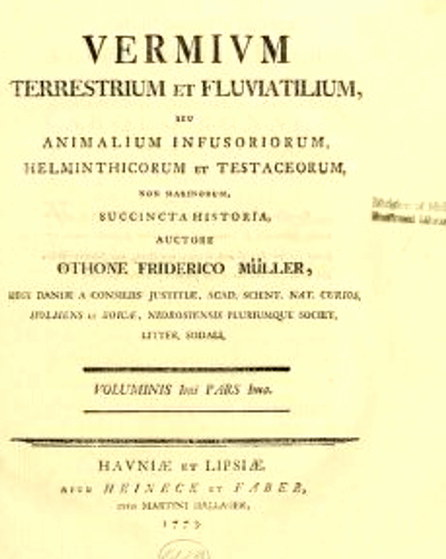
Titulní strana "Vermivm terrestrium et fluviatilium, seu, Animalium infusoriorum, helminthicorum et testaceorum, non marinorum, succincta historia / auctore Othone Friderico Müller"

- Fauna Insectorum Fridrichsdaliana. Lipsiae: Hafniae et Gleditsch xxiv 96 pp. (1764).
- Vermium terrestrium et fluviatilium, seu animalium infusoriorum, helminthicorum, et testaecorum, non marinorum, succincta historia. Volumen alterum. pp. I-XXVI [= 1-36], 1-214, [1-10]. Havniæ [Copenhagen] et Lipsiæ [Leipzig]: Heineck and Faber, . (1773-1774).
- Zoologiae Danicae Prodromus, seu Animalium Daniae et Norvegiae Indigenarum characteres, nomina, et synonyma imprimis popularium.... Copenhagen, Hallager for the author, . (1776).
- Animacula infusoria fluviatilia et marina, quae detexit, systematice descripsit et ad vivum delineari curavit. Havniae [Copenhagen] et Lipsiae [Leipzig]: Mölleri, . (1786).
- Entomostraca seu Insecta Testacea, quae in aquis Daniae et Norvegiae reperit, descripsit et iconibus illustravit. 135 pp., . (1785).